# Gradski stadion Russe
Das Gradski-Stadion (bulgarisch Градски стадион, deutsch Städtisches Stadion) ist ein Fußballstadion mit Leichtathletikanlage in der bulgarischen Russe. Es wird hauptsächlich für Fußballspiele und Konzerte genutzt. Es ist das Heimstadion von FC Dunaw Russe und von Lokomotiwe Russe. Die Anlage hat eine Kapazität von 12.400 oder 19.960 oder 25.050 Zuschauern.